# Reasi
Reasi (en cachemir: রেয়াসি ) es una localidad de la India capital del distrito de Reasi, en el estado de Jammu y Cachemira.

## Geografía
Se encuentra a una altitud de 522 m s. n. m. a 124 km de la capital estatal, Srinagar, en la zona horaria UTC +5:30.

## Demografía
Según estimación 2010 contaba con una población de 12 441 habitantes.